# Dolly Haas
Dorothy Clara Louise "Dolly" Haas (Hamburg, 29 april 1910 - New York, 16 september 1994) was een van oorsprong Duitse actrice, die in de theater-, cabaret- en filmwereld werkte en vaak op Broadway optrad.
Gedurende de jaren 30 was zij een belangrijke actrice in de Duitse cinema. In 1953 kreeg ze de rol als de vrouw van O.E. Hasse in de door Hitchcock geregisseerde thriller I Confess.

## Haar leven
Dolly Haas' ouders waren de van oorsprong Britse Charles Oswald Haas en de Weense Margarete Maria Hansen. Dolly zat vanaf haar zesde op ballet, en toen ze afgestudeerd was ging zij optreden op verschillende podia in Berlijn.
Dat ze een talent voor dans, zang en acteren had werd snel gezien, en voor 1936 had ze naast optredens in vele cabarets ook in 16 films meegespeeld. In de films kreeg ze vaak "Hosenrollen", dat wil zeggen rollen als man zoals bijvoorbeeld in Liebeskommando waarin zij in de plaats van haar broer in het leger gaat.
In 1936 verruilde Haas Duitsland voor het Verenigd Koninkrijk, en in 1938 reisde ze door naar de Verenigde Staten waar zij in 1940 Amerikaans staatsburger werd. In de VS lieten de filmrollen op zich wachten, en trad zij op in de theaters aan Broadway.
Dolly Haas was twee keer getrouwd, eerst met de filmregisseur John Brahm en vanaf 1943 tot aan haar dood met de karikatuurtekenaar Al Hirschfeld. In 1945 kregen ze een dochter, Nina.

## Filmografie
- 1930: Eine Stunde Glück
- 1930: Dolly macht Karriere
- 1931: Der Ball
- 1931: Der brave Sünder
- 1931: Liebeskommando
- 1932: Ein steinreicher Mann
- 1932: Es wird schon wieder besser
- 1932: Scampolo, ein Kind der Straße
- 1932: So ein Mädel vergisst man nicht
- 1932: Großstadtnacht
- 1933: Die kleine Schwindlerin
- 1933: Das häßliche Mädchen
- 1933: Kleines Mädel - großes Glück
- 1933: Der Page vom Dalmasse-Hotel
- 1934: Ein Mädel mit Tempo
- 1934: Girls Will Be Boys
- 1935: Warum lügt Fräulein Käthe?
- 1936: Broken Blossoms
- 1936: Spy of Napoleon
- 1949: Riviera
- 1953: I Confess (Amerikaans tv-film)
- 1954: The Fugitive (uit de tv-serie Armstrong Circle Theatre)
- 1956: Regarding File Number 4356 (uit de tv-serie Studio One)

- 1987: Dolly, Lotte und Maria (documentaire film)